# Асоциация на полските електроинженери
Асоциация на полските електроинженери (Stowarzyszenie Elektryków Polskich, SEP) е полска обществена организация, която обединява общността на електроинженерите от полски произход от цял свят. Благодарение на отворената си формула за членство, той обединява инженери и техници, както и млади студенти (ученици от техническите и професионалните училища) по електротехника.

## Дейности
Асоциацията се занимава основно с промоционални и образователни дейности (обучение за придобиване на електротехническа квалификация). SEP се занимава и с оценяване на съответствието на електрически продукти с ниско напрежение (от 1933 г.) чрез бюро за изпитване на качеството – агенцията SEP, която има национални акредитации и признание от най-престижните международни и европейски организации. SEP осъществява и широко международно сътрудничество под английското име „Association of Polish Electrical Engineers“. Асоциацията е член на Националната федерация на полските научни и технически асоциации и на европейската организация „EUREL“.

## История
На 7 – 9 юни 1919 г. се провежда конгрес за учредяване на Асоциацията на полските електроинженери. За неин първи председател е избран професор Мечислав Пожариски. През 1928 г. организацията се слива с Асоциацията на полските радиоинженери, а през 1929 г. по решение на управителния съвет името е променено на сегашното. През 1939 г. Асоциацията на полските теле—инженери се присъединява към SEP.

## Председатели на SEP
- 1919 – 1928 – Мечислав Пожариски (Първият президент на SEP)
- 1928 – 1929 – Кажимеж Страшевски
- 1929 – 1930 – Зигмунт Окониевски
- 1930 – 1931 – Кажимеж Страшевски
- 1931 – 1932 – Фелисиан Карсницки
- 1932 – 1933 – Тадеуш Чаплицки
- 1933 – 1934 – Алфонс Кюн
- 1934 – 1935 – Ян Обронпалски
- 1935 – 1936 – Алфонс Кюн
- 1936 – 1937 – Януш Грошковски
- 1937 – 1938 – Алфонс Хофман
- 1938 – 1939 – Кажимеж Шпотански
- 1939 – Антони Кшишковски
- 1939 – 1946 – Кажимеж Шпотански
- 1946 – 1947 – Кажимеж Страшевски
- 1947 – 1949 – Влоджимеж Шумилин
- 1949 – 1950 – Станислав Игнатович
- 1950 – 1951 – Тадеуш Зарнечки
- 1951 – 1952 – Йежи Ландо
- 1952 – 1959 – Кажимеж Колбински
- 1959 – 1961 – Тадеуш Кал
- 1961 – 1981 – Тадеуш Дризек
- 1981 – 1987 – Яцек Шпотански
- 1987 – 1990 – Богдан Пашковски
- 1990 – 1994 – Яцек Шпотански
- 1994 – 1998 – Киприян Брудковски
- 1998 – 2002 – Станислав Болковски
- 2002 – 2006 – Станислав Болковски
- 2006 – 2010 – Йежи Барглик
- 2010 – 2014 – Йежи Барглик
- 2014 – 2022 – Пьотр Шимчак[8]
- От 2022 г. – Славомир Цьесьлик